# Condado de Breckinridge
O Condado de Breckinridge é um dos 120 condados do estado americano de Kentucky. A sede do condado é Hardinsburg, e sua maior cidade é Hardinsburg. O condado possui uma área de 1 517 km² (dos quais 35 km² estão cobertos por água), uma população de 18 648 habitantes, e uma densidade populacional de 13 hab/km² (segundo o censo nacional de 2000). O condado foi fundado em 1800. O condado proíbe a venda de bebidas alcoólicas.